# Torque de Sedgeford
Le torque de Sedgeford est un torque celtique en or de l’Âge du fer récent, retrouvé brisé dans un champ près du village de Sedgeford, dans le Norfolk, en Angleterre. Le plus gros morceau du torque a été découvert lors du hersage d'un champ en 1965, puis l'extrémité manquante a été retrouvée par une fouille archéologique systématique en 2004. Ce collier est aujourd'hui exposé au British Museum, à Londres.

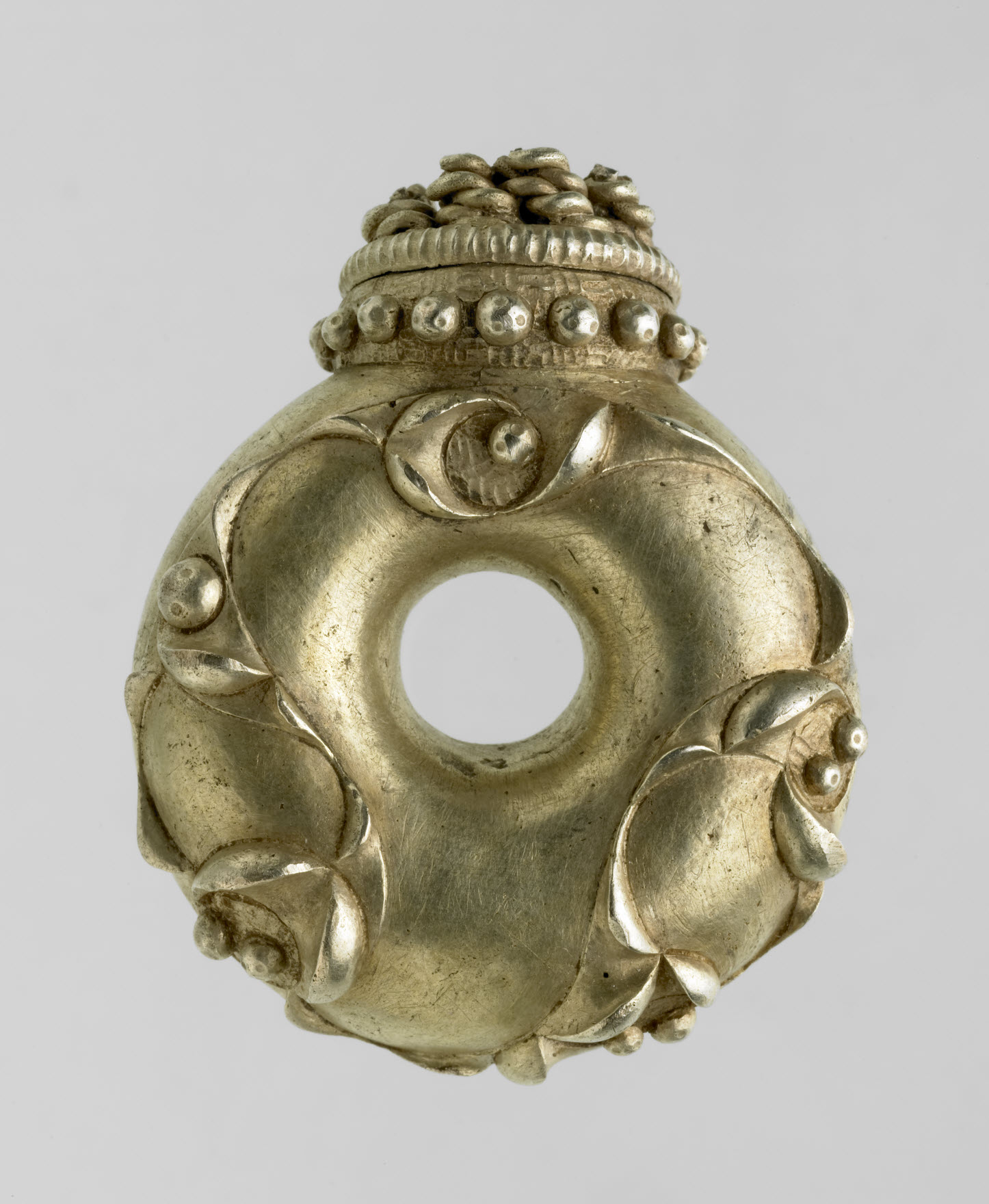
Gros plan sur la boucle du torque de Sedgeford

## Historique
Le plus gros morceau du torque a été mis au jour le 6 mai 1965 dans un champ de West Hall Farm, à Sedgeford (Norfolk). Dans la mesure où la herse ne s'est enfoncée que de quelques centimètres, on pense que le torque avait été rapproché de la surface lors d'un labourage profond antérieur. L'endroit précis où la découverte a été faite n'est qu'à 3 km à l'ouest du site où l'on a trouvé le grand Trésor de Snettisham (en), qui comportait plusieurs torques en or. Le torque a été déclaré « objet abandonné » à la suite de l'enquête menée à Sedgeford le 29 décembre 1966, puis le British Museum en a fait l'acquisition par l'intermédiaire du duché de Lancastre et avec la collaboration du Christy Trust. L'agriculteur A. E. Middleton, inventeur du trésor, a encaissé la somme de 3 300 £. Le British Museum a fait réaliser une copie du collier pour le musée du château de Norwich.
L'extrémité manquante a été retrouvée en 2004 lors d'une prospection au sol archéologique organisée par le Sedgeford Historical and Archaeological Research Project, avec des détecteurs de métaux. Cette deuxième découverte a eu lieu à environ 400 mètres de l'endroit où le premier morceau avait été mis au jour. Ce second morceau a lui aussi été classé « objet abandonné » et racheté par le British Museum avec le mécénat de The Art Fund. Le torque a ainsi pu être réassemblé au British Museum.

## Description
Le torque, fait de fils d'or torsadés, a été daté entre 200 et 75 av. J.-C.. 48 fils de 2 millimètres de diamètre ont été torsadés par paires pour former 24 double-fils. Puis les fils doublés ont été torsadés ensemble tête-bêche trois par trois pour former un toron (consistant, par conséquent, en six fils d'origine). Les huit gros torons ainsi obtenus ont enfin été torsadés ensemble pour former le corps du torque. Au total, il aura fallu pas moins de 25 mètres de fil d'or pour créer ce collier. Les anneaux d'or aux deux extrémités ont été coulés à la cire perdue et ornés dans le style de La Tène, avec des motifs en relief de boucles et de cercles, soulignées par des points et un martelage à froid,. Le torque est identique au grand torque de Snettisham et aux torques d'Ipswich, tous exposés au British Museum. Il ressemble tellement au torque de Newark (en), trouvé à Newark-on-Trent, dans le Nottinghamshire, qu'on pense qu'il a pu être réalisé par le même orfèvre.

## Analyse
Le torque a été inhumé intentionnellement, et à ce titre il est considéré comme trésor. Il peut avoir été cassé au moment de son enfouissement, tout comme il a pu être brisé et dispersé ultérieurement par des engins aratoires. On estime qu'il a été enfoui vers 75 av. J.-C.